# Robert Rother
Robert Rother (* 4. Diciembre 1968 en Melk, Baja Austria ) es un trompetista y flautista austriaco. 

## Vida
Robert Rother es de Melk . Recibió sus primeras lecciones de trompeta a la edad de ocho años en el Stadtkapelle Melk de Johann Gansch . 
Se graduó en la trompeta temática de concierto de 1984 a 1991 en la Universidad de Música de Viena con Josef Pomberger. De 1991 a 1994 estudió pedagogía en trompeta y más tarde pedagogía en flauta en el Conservatorio Joseph Haydn en Eisenstadt . Desde 1985 trabajó como freelance con varias orquestas vienesas ( Wiener Symphoniker, Wiener Staatsopernorchester, Radio-Symphonieorchester Wien ). En el período de 1990 a 2003 fue Kapellmeister y profesor de música en la banda Mank. Desde 1996 ha sido director musical de la Musikverein Lyra Wiener Neudorf . En el festival " AufhOHRchen " en 1996, se unió al grupo Mnozil Brass, al que pertenece desde entonces. 
Desde septiembre de 2008, Rother es director de la Escuela de Música Wiener Neudorf.

## Premios
Robert Rother recibió la batuta de plata de la Asociación de la banda de metales de la Baja Austria (Niederösterreichischen Blasmusikverband)  en 1999 y la batuta de oro en 2002. 

## Enlaces web
- Robert Rother en Discogs
- Robert Rother en MusicBrainz